# Alekszandr Grigorjevics Klepikov
Alekszandr Grigorjevics Klepikov, oroszul: Александр Григорьевич Клепиков (Leningrád, 1950. május 23. – 2021. február 26.) olimpiai bajnok szovjet-orosz evezős.

## Pályafutása
Az 1976-os montréali olimpián aranyérmes lett kormányos négyesben társaival: Vlagyimir Jesinovval, Nyikolaj Ivanovval, Mihail Kuznyecovval és Alekszandr Lukjanovval. A világbajnokságokon egy-egy arany- és ezüstérmet szerzett.

## Sikerei, díjai
- Olimpiai játékok – kormányos négyes
  - aranyérmes: 1976, Montréal
- Világbajnokság
  - aranyérmes: 1975 (kormányos négyes)
  - ezüstérmes: 1977 (nyolcas)